# 莊垂勝

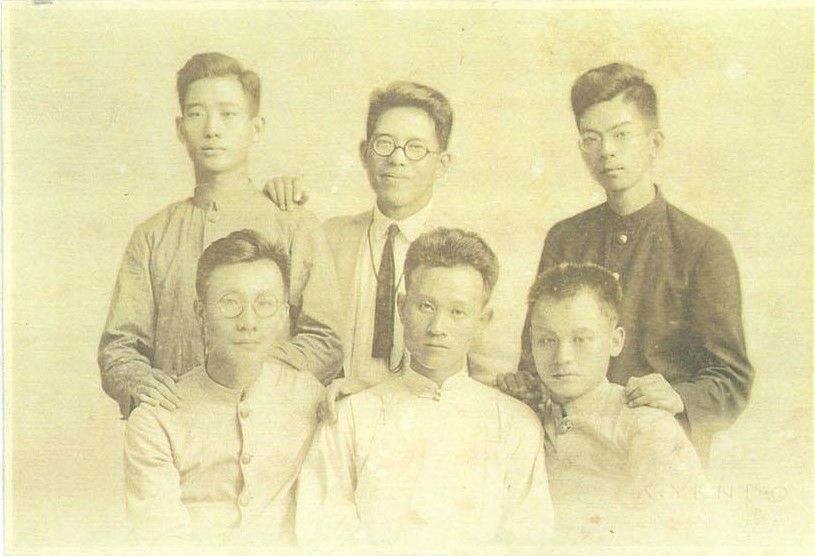
莊垂勝（前排中間）

莊垂勝（1897年—1962年10月12日），字遂性，號負人，別號徒然居士、了然居士，著有《徒然吟草》等書，原籍彰化鹿港，台灣作家、詩人、社會運動者，日治時曾參與台灣文化協會，並創辦中央書局。終戰後成為國立臺中圖書館戰後首任館長，台中市二二八事件時局處理委員會主任委員。

## 簡歷
- 日治時期留學日本內地，畢業於明治大學政治經濟科，回台後與葉榮鐘等人從事文學活動，活躍文壇；並參與台灣文化協會活動，並奉協會之策劃成立中央書局。
- 第二次世界大戰結束後，國民政府接收台灣，他奉台灣省行政長官公署派任為臺灣省立臺中圖書館（即今之國立台中圖書館）首任館長。
- 1947年2月28日，二二八事件爆發，台中市市長黃克立在3月2日逃走，市民在同年3月4日成立時局處理委員會，推舉他主持。3月11日，委員會解散。這段期間，臺中圖書館是時局處理委員會成員集會的地方。4月18日，他被免職，並經歷抓捕、審問、關押。最後雖然全身而退，卻從此沉默，晚年和台中東海大學的徐復觀教授過從，研究儒學。[2][3][4]

## 著作
- 《徒然吟草》
- 顧敏耀選注，《陳虛谷、莊遂性集》，臺南：國立臺灣文學館，2013年。

## 家族
父莊士哲清帝國時中秀才。
子林莊生著有《懷樹又懷人》等書。

## 外部連結
- 莊垂勝與台中圖書館全體職員合影[永久] - 國家文化資料庫
- 台北二二八紀念館   莊垂勝 - 臺北市政府 （页面存档备份，存于）
- 莊遂性 (負人) ＆ 詩